# Kościół Boży (Anderson)
Kościół Boży (Anderson) – jest chrześcijańskim kościołem z nurtu ruchu świętości, który ma swoje początki w pietyzmie metodystycznym, a także w tradycji restoracjonizmu. Założony w 1881 roku przez Daniela Sidney Warner, kościół liczy ok. 1,2 mln wiernych, w tym 250 tys. w USA i Kanadzie. Wielu wyznawców kościoła znajduje się na Jamajce. Kościół Boży uważa się za bezwyznaniowy. Odróżnia się od innych Kościołów Bożych swoją siedzibą w Anderson, w stanie Indiana.

## Wierzenia
Kościół Boży (Anderson) jest ogólnoświatowym ruchem ludzi dążącym do spełnienia pragnienia Boga w kościele. Kościół twierdzi, że jest zobowiązany do studiowania Słowa Bożego i wiernego przestrzegania jego w życiu. Jest zobowiązany do bycia "Ciałem Chrystusa" w duchu, słowie i czynie. Zobowiązuje się do misji, którą Jezus Chrystus dał każdemu wierzącemu: aby nauczać wszystkie narody. Kościół naucza kochać i służyć wszystkim ludziom, zaczynając od tych najbliższych. Kościół praktykuje chrzest przez zanurzenie, Wieczerzę Pańską, a także umywanie nóg. Wierzenia:
- Zbawienie czyni członkiem Ciała Chrystusa,
- Ciało Chrystusa jest jedno (jedność kościoła),
- Wszyscy członkowie Ciała Chrystusowego mają żyć świętym życiem,
- Panowanie Jezusa Chrystusa,
- Wielki nakaz misyjny (głoszenie ewangelii),
- Wielkie przykazanie (przestrzeganie przykazania miłości),
- Praca Ducha Świętego,
- Szafarstwo (bycie posłusznym Bogu).